# Max Frotscher

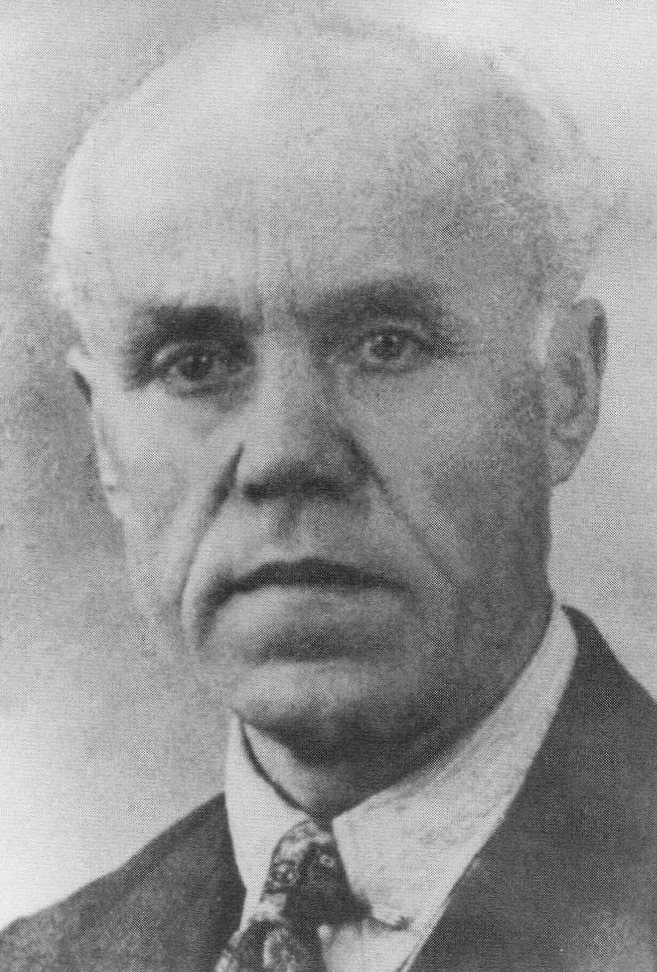
Max Frotscher

Max Frotscher (* 15. August 1894 in Mühltroff; † 12. März 1979 ebenda) war ein deutscher Heimatforscher und Genealoge.

## Leben
Max Frotscher war der Sohn eines Gutsbesitzers in Mühltroff. Sein Ururgroßvater stammte aus Pausa und war von Beruf Lohgerber. Dieser Ahne siedelte sich in Mühltroff an und brachte es 1794 zum Bürgermeister.
Nach Abschluss der Volksschule in Mühltroff besuchte Max Frotscher ab 1909 das Lehrerseminar in Plauen. 1914 berief man ihn zum Kriegsdienst ein, sodass er vorerst nicht als Lehrer tätig werden konnte. Im Ersten Weltkrieg wurde er als Infanterist eingesetzt und dreimal verwundet. Er kehrte erst 1918 in die Heimat zurück. Nun konnte er seinen Beruf als Lehrer ausüben. Sein Weg führte ihn an die Volksschulen in Mehltheuer, Ruppertsgrün, Adorf und ab 1930 in Plauen. Zu Anfang des Zweiten Weltkrieges berief man ihn erneut zum Militär. 1941 wurde er zur Dienstleistung nach Oberschlesien in die Volksschule Cielmitz versetzt.

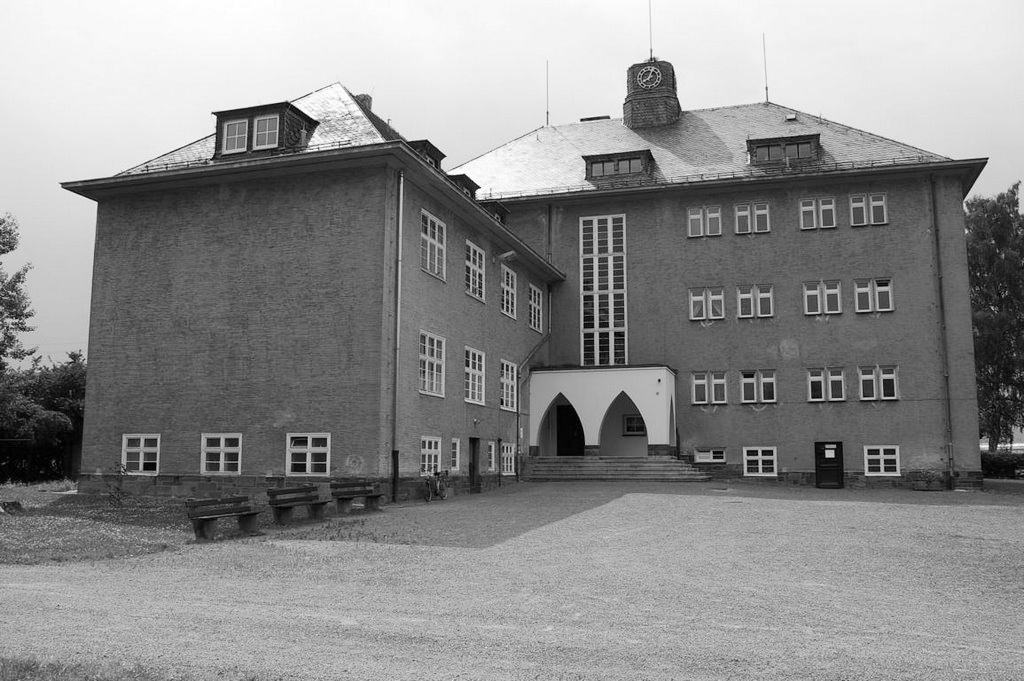
Die ehemalige denkmalgeschützte Mühltroffer Schule, erbaut 1930, wird saniert und umgebaut, das Gebäude soll ab 2023 für Wohnungen genutzt werden.

Im Januar 1945 kehrte er in seine Plauener Wohnung zurück. Diese war aber durch einen Bombenangriff nicht mehr bewohnbar, weshalb er in seine Geburtsstadt Mühltroff weiterreiste. Im März 1945 wurde er abermals zum Kriegsdienst eingezogen. Bei einem amerikanischen Luftangriff auf Pirna wurde er verwundet. Nach einem kurzen Lazarettaufenthalt wurde er bei Kämpfen im Raum Löbau bei Bautzen neuerlich eingesetzt. Nach der Kapitulation geriet er auf der Flucht vor den Russen in Hohenstein in amerikanische Gefangenschaft. Schon im Mai durfte er nach Mühltroff zurückkehren.
Im Herbst 1945 gestattete man der Schule den Betrieb in Mühltroff und Umgebung wieder aufzunehmen. Max Frotscher konnte seinem Beruf erneut nachgehen und lehrte an der Volksschule in Mühltroff und Langenbach. Unstimmigkeiten entstanden wegen der neuen Erziehungsmethoden der übergeordneten Schulaufsicht. Dies veranlasste ihn 1951, um seine Entlassung aus dem Schuldienst zu bitten.
Nach seiner Zeit als Lehrer widmete er sich ganz der Heimat und Familiengeschichtsforschung und fungierte ehrenamtlich als Mitarbeiter der Stadt Mühltroff. In dieser Funktion kümmerte er sich um die Gestaltung eines vorbildlichen Ortsarchivs. Als Autor veröffentlichte er zahlreiche heimatkundliche Aufsätze in vogtländischen Lokalzeitungen, ebenfalls in dem vom Schleizer Historiker und Archivar Robert Hänsel herausgebrachten Oberlandboten. In der genealogischen Fachzeitschrift Mitteldeutsche Familienkunde vom Degener Verlag veröffentlichte er Aufsätze, die sich vorwiegend auf das Vogtland bezogen. Für zahlreiche Familienforscher recherchierte er in Kirchen- und Gerichtsbüchern und ließ ihnen unmittelbare Forschungshilfe angedeihen. Er besaß gute Lateinkenntnisse, sodass er die alten Urkunden lesen und übertragen konnte.
Im Jahre 1972 erhielt er als Autor der Zeitschrift Mitteldeutsche Familienkunde den Leuthäuser-Preis. Seine Sehkraft ließ im Alter stark nach, sodass er keine Forschungsarbeiten mehr leisten konnte. Er übergab 1973 der Stadt seine gesamten Forschungsunterlagen. Max Frotscher starb mit 84 Jahren nach langer Krankheit in seiner Heimatstadt Mühltroff im Vogtland.

## Werke (Auszug)
- Aus der Geschichte der ehemaligen Herrschaft Mühltroff / Frotscher, Max.  In: Vogtländischer Anzeiger und Tageblatt. - Plauen. - 1931, 244 : Ill.
- Mühltroff / Frotscher, Max. - In: Vogtland. - Plauen i. V. : Strobel. - Bd. 4 (1935), S. 106–109.
- Die Türkensteuerlisten der Stadt Mühltroff 1531/42 / Frotscher, Max ; Karff, Fritz. - In: Familie und Volk. - Neustadt, Aisch : Degener, ISSN 0174-996X. - Bd. 4 (1955), S. 55–59
- Stammbuch der Strumpfwirkerinnung in Mühltroff 1787–1852 / Frotscher, Max. - In: Genealogie. - Insingen : Degener, ISSN 0016-6383. - Bd. 13 (1964), S. 199–217.
- Die Türkensteuerliste der Herrschaft Mühltroff von 1551 : Zur 600-Jahrfeier der Stadt Mühtroff Frotscher, Max. – 1967.

## Ehrung
- Verleihung des Leuthäuser-Preises für Max Frotscher 1972.[3]

## Nachruf
- Huschke, Wolfgang: Max Frotscher †, Mitteldeutsche Familienkunde, Jg. 20, 1979/2, S. 89.